# Adriano Pella
Pour les articles homonymes, voir Pella.
Adriano Pella, né le 30 novembre 1945 à Valdengo en Piémont et mort le 27 mai 2013 à Biella en Piémont, est un coureur cycliste italien. Professionnel de 1970 à 1977, il a remporté une étape de Paris-Nice.

## Palmarès

### Palmarès amateur
- 1966
  - 5e étape de la Cinturón a Mallorca
- 1968
  - Circuito Bassignanese
  - 8e étape du Giro delle Antiche Romagne
- 1969
  - 6e étape du Tour du Piémont amateurs
  - Trofeo Papà Bertolino
  - 2e de Nice-Turin

### Palmarès professionnel
- 1970
  - 8ea étape de Paris-Nice
  - 3e de la Cronostaffetta

## Résultats sur les grands tours

### Tour de France
1 participation
- 1971 : 78e

### Tour d'Italie
6 participations
- 1970 : abandon
- 1973 : 67e
- 1974 : 38e
- 1975 : 30e
- 1976 : 51e
- 1977 : 106e

### Tour d'Espagne
1 participation
- 1970 : abandon (17e étape)